# Монастирчанська сільська рада
Монастирча́нська сільська́ ра́да — адміністративно-територіальна одиниця та орган місцевого самоврядування в Богородчанському районі Івано-Франківської області. Адміністративний центр — село Монастирчани.

## Загальні відомості
- Територія ради: 30 км²
- Населення ради: 1548 осіб (станом на 2001 рік)
- Територією ради протікають річки Бистриця Солотвинська, Манявка

## Населені пункти
Сільській раді підпорядковані населені пункти:
- с. Монастирчани

## Склад ради
Рада складається з 14 депутатів та голови.
- Голова ради: Волочій Руслан Михайлович
- Секретар ради: Латишевська Ірина Ярославівна

### Керівний склад попередніх скликань
| Прізвище, ім'я, по батькові      | Основні відомості                                                               | Дата обрання | Дата звільнення |
| -------------------------------- | ------------------------------------------------------------------------------- | ------------ | --------------- |
| Хімчак Михайло Петрович          | Сільський голова, 1960 року народження, член Конгресу Українських Націоналістів | 26.03.2006   | 31.10.2010      |
| Марковецький Володимир Федорович | Сільський голова, 1958 року народження, освіта середня спеціальна, безпартійний | 31.10.2010   | 18.03.2014      |
| Волочій Руслан Михайлович        | Сільський голова, 1974 року народження, освіта вища, безпартійний               | 26.10.2014   | 25.10.2015      |
| Волочій Руслан Михайлович        | Сільський голова, 1974 року народження, освіта вища, безпартійний               | 25.10.2015   |                 |

Примітка: таблиця складена за даними сайту Верховної Ради України та ЦВК

### Депутати VII скликання
За результатами місцевих виборів 2015 року депутатами ради стали:

#### За суб'єктами висування
| Суб'єкт висування | Кількість обраних депутатів | %      |
| ----------------- | --------------------------- | ------ |
| Самовисування     | 14                          | 100.00 |

#### За округами
| № округу | Прізвище, ім'я, по батькові       | Ким висунуто  | Дата нар.  | Освіта              | Партійна приналежність | Відомості                                                             |
| -------- | --------------------------------- | ------------- | ---------- | ------------------- | ---------------------- | --------------------------------------------------------------------- |
| 1        | Костей Марія Федорівна            | Самовисування | 23.10.1979 | вища                | безпартійна            | тимчасово не працює                                                   |
| 2        | Павлучинська Тетяна Дмитрівна     | Самовисування | 07.06.1972 | вища                | безпартійна            | Монастирчанський НВК, вчитель                                         |
| 3        | Савчук Оксана Михайлівна          | Самовисування | 12.07.1972 | вища                | безпартійна            | Богородчанська ДПІ, завідувачка координаційно-моніторингового сектору |
| 4        | Босак Майя Василівна              | Самовисування | 07.05.1965 | професійно-технічна | безпартійна            | Монастирчанський ФАП, патронажна медсестра                            |
| 5        | Возна Галина Михайлівна           | Самовисування | 26.12.1966 | професійно-технічна | безпартійна            | пенсіонерка                                                           |
| 6        | Григорів Марія Степанівна         | Самовисування | 19.02.1971 | вища                | безпартійна            | тимчасово не працює                                                   |
| 7        | Кріцак Олеся Оріївна              | Самовисування | 10.07.1972 | загальна середня    | безпартійна            | тимчасово не працює                                                   |
| 8        | Купчак Марія Михайлівна           | Самовисування | 13.09.1956 | вища                | безпартійна            | Монастирчанське відділення зв'язку, начальник відділення              |
| 9        | Касько Наталія Теодозіївна        | Самовисування | 28.02.1978 | вища                | безпартійна            | тимчасово не працює                                                   |
| 10       | Латишевська Ірина Ярославівна     | Самовисування | 02.03.1980 | вища                | безпартійна            | Монастирчанська сільська рада, секретар                               |
| 11       | Дмитраш Богдан Миколайович        | Самовисування | 28.06.1963 | вища                | безпартійний           | Монастирчанський НВК, вчитель                                         |
| 12       | Марковецький Мар'ян Володимирович | Самовисування | 19.09.1990 | вища                | безпартійний           | тимчасово не працює                                                   |
| 13       | Гринішак Василь Васильович        | Самовисування | 21.09.1960 | професійно-технічна | безпартійний           | тимчасово не працює                                                   |
| 14       | Хімчак Василь Дмитрович           | Самовисування | 15.06.1968 | професійно-технічна | безпартійний           | підприємець                                                           |